# Kašpar
Kašpar (varianta je Kaspar nebo Jasper) je mužské jméno aramejského nebo perského původu. Vykládá se jako nosič, strážce pokladů, pokladník v perštině (ganzabara). Podle českého kalendáře má svátek 6. ledna (na Tři krále).
Jméno s největší pravděpodobností pochází z akkadštiny, ze slova gizbar s významem "klenot". V moderních jazycích má jméno řadu podob např. Gaspar (španělsky a portugalsky), Gaspare (italsky), Gaspard (francouzsky), Kaspar (německy), Jasper (nizozemsky), Casper (anglicky), Kacper (polsky), Kasperi (finsky), Kasper (dánsky), Jesper (dánsky), Gáspár (maďarsky), Kaspars (lotyšsky) či Gašpar (slovensky, viz související články).

## Známí Kašparové

### Křestní jména
- jeden z legendárních Tří králů
- Kašpar Šternberk (1761–1838) – český šlechtic, přírodovědec a zakladatel Národního muzea
- Kašpar Hauser (1812–1833) – údajné „vlčí dítě“
- Kašpar Kaplíř ze Sulevic (1535–1621) – český šlechtic, člen direktoria, popravený roku 1621
- Kašpar z Logau (1524–1574) – biskup ve Vídeňském Novém Městě
- Kašpar z Questenberka (1571–1640) – německý kněz a opat Strahovského kláštera

### Příjmení
- viz Kašpar (příjmení)

## Jiní Kašparové
- Casper – americký duchařský film
- Divadelní spolek Kašpar
- Kašpar Lén Mstitel – literární postava Karla Matěje Čapka-Choda